# Ван Вэй (конькобежец)
Ван Вэй (кит. трад. 王偉 англ. Wang Wei, род. 1 февраля 1984, в Цитайхэ, провинции Хэйлунцзян) — китайская шорт-трекистка. Чемпионка мира 2006 года.

## Спортивная карьера
Ван Вэй впервые выступила на международной арене в 2002 году на юниорском чемпионате мира в Чхунчхоне, где завоевала серебряную медаль в эстафете, а в общем зачёте стала 7-й. В том же году в марте в составе национальной сборной выиграла
на командном чемпионате мира в Милуоки.
В октябре 2002 года стартовала на Кубке мира в США и уже на этапе в Солт-Лейк-Сити одержала победы на дистанциях 1000 и 1500 м и стала второй на 3000 м и в эстафете, в общем зачёте заняла второе место. В следующем сезоне 2003/04 годов продолжила подниматься на подиумы кубка, в октябре заняла второе место на 1500 м в корейском Чонджу и в эстафете, а следом ещё трижды в эстафете становилась серебряным призёром и дважды победила на этапах в чешском Млада Болеславе и итальянском Бормио.
В декабре 2004 года на Кубке мира в канадском Сагенее Ван Вэй выиграла на 1500 м и в эстафете, а также заняла второе место на 1000 м. В начале 2005 на зимней Универсиаде в Инсбруке выиграла бронзу на 1500 м и бронзу в эстафете. В марте 2006 завоевала серебро на командном чемпионате мира в Монреале и на чемпионате мира в Миннеаполисе стала впервые чемпионкой мира, выиграв в эстафете в составе Ван Мэн, Фу Тяньюй, Чэн Сяолэй и Чжу Милэй..
После завершения карьеры в конькобежном спорте Ван Вэй работает тренером в ледовом конькобежном центре Фейян в Шанхае..